# Lyckonålen
Lyckonålen är en svensk dramafilm från 1916 i regi av Mauritz Stiller. 

## Om filmen
Filmen premiärvisades den 31 januari 1916 på Biorama i Malmö. Stockholmspremiär på Röda Kvarn den 1 maj samma år. Filmen spelades in vid Svenska Biografteaterns ateljé på Lidingö med exteriörer från gator och kajer kring Riddarhuspalatset i Gamla Stan och Norra Djurgården i Stockholm av Hugo Edlund. Manusförfattaren Alexander Vichetos är en pseudonym för Mauritz Stiller och Ester Julin.

## Rollista
- Richard Lund – Dick, styrman
- Oscar Winge – O'Brien, sjökapten
- Greta Almroth – Nelly, kaptenens dotter, förlovad med Dick
- Stina Berg – kaptenens hushållerska
- John Ekman – Atkinson, förbrytare
- Greta Pfeil – Atkinsons väninna